# Periacma ludingensis
Periacma ludingensis (лат.) — вид молевидных бабочек рода Periacma из семейства Autostichidae. Китай (Гардзе-Тибетский автономный округ, провинция Сычуань). Специфический эпитет образован из типового местонахождения, уезд Лудин (Lúdìng, или Джагсамка), провинция Сычуань.

## Описание
Размах крыльев 16 ‒ 18 мм. Основная окраска желтовато-коричневая и чёрная. Мезонотум тёмно-коричневый, с жёлтыми чешуйками сбоку; тегумент жёлтый, с тёмно-коричневыми чешуйками. Переднее крыло жёлтое; костальный край тёмно-коричневый в основании; спинной край с крупным тёмно-коричневым пятном у основания, косо простирающимся наружу до складки, затем вдоль складки до дистальной 1/4 над складкой; дискальное пятно тёмно-коричневое, параллельно постмедиальной фасции; постмедиальная фасция тёмно-коричневая, примерно от костальной 3/5 до торнуса; вершинный участок тёмно-коричневый, рассеянный; бахромка жёлтая. Задние крылья и бахрома серые. Ноги жёлтые, кроме трёх дистальных тарсомеров передних ног, тёмно-коричневые; на дорсальной поверхности передние ноги с желтовато-коричневыми чешуйками на бедре и голени, голени тёмно-коричневые у середины первого тарсомера, средние ноги с несколькими коричневыми чешуйками на голенях; на внешней поверхности задние ноги черновато-коричневые у середины первого тарсомера и у основания остальных тарсомеров. Новый вид похож на P. ziyangensis Wang & Zheng, 1995. Его можно отличить по саккулюсу с зубцом около вершины на вентральном крае и эдеагусу без длинного шипа от середины в мужских гениталиях; а также по сигнуму — маленькой треугольной пластинке с большим шипом в женских гениталиях. У P. ziyangensis саккулюс имеет узкую пластинку, расположенную перед вершиной, а эдеагус — длинный шип, выходящий из середины; сигнум отсутствует.